# Ralph Thiekötter
Ralph Thiekötter (* 6. Februar 1957 in Hamburg) ist ein deutscher Tonmeister, Sprecher, Musiker und Musikproduzent.

## Karriere
Ralph Thiekötter lernte ab dem Alter von vier Jahren, Orgel, Klavier, Keyboard und Gitarre zu spielen. Mit 17 Jahren absolvierte er ein zweijähriges Praktikum bei Studio Funk GmbH & Co. KG, ein Produktionshaus für Audiovisuelles in Hamburg, bei dem er unter anderem zum Tonassistenten ausgebildet wurde. Er wurde im Rahmen seiner Ausbildung persönlicher Assistent von Heinz Funk, dem Gründer des Studios und begleitete viele seiner Musikaufnahmen und -mischungen.
Ab 1978 übernahm er viele der Tonmischungen von TV- und Rundfunkwerbung im Studio. Dazu nahm er etliche deutsche Synchronfassungen von internationalen Filmen auf und mischte die Fassungen für die TV- und Kinoauswertungen. Nebenbei war Ralph Thiekötter als Komponist und Musikproduzent tätig und realisierte diverse Musiken für Spielfilme und Werbespots.
Mitte der 1990er Jahre spezialisierte sich Ralph Thiekötter auf die Mischungen von mehrkanaligen Werbefilmen im Kino und arbeitete erfolgreich mit der Firma Dolby zusammen, um einen geeigneten Tonstandard für die Lautheit der Werbung im Kino zu realisieren.
Nach der Errichtung eines eigenen Mischkinos von Studio Funk in Hamburg Anfang der 2000er Jahre arbeitete Ralph Thiekötter vorwiegend als Filmmischtonmeister für nationale und internationale Kino- und TV-Produktionen.
Seit 2000 ist er außerdem beratend als Cheftonmeister der gesamten Studio Funk GmbH & Co. KG tätig.
Außerdem übernahm er seit 2005 als Dozent bei der Hamburg Media School das Ressort „Tonbearbeitung und -mischung für Kino- und TV-Produktionen“. Seit 2015 sitzt er auch im Beirat der Hamburg Media School.

## Filmographie

### Sprecher
- 1987: Plonsters
- 2004: 7 Zwerge – Männer allein im Wald
- 2006: 7 Zwerge – Der Wald ist nicht genug
- 2014: Der 7bte Zwerg

### Musik
- 1980–1986: Die Springfieldstory – Titelmusik
- 1982–1985: Soap – Trautes Heim – Titelmusik
- 2010: Hanni & Nanni – Score Mischung
- 2012: Hanni & Nanni 2 – Score Mischung
- 2015: Bach in Brazil – Score Mischung
- 2017: Halal Daddy – Score Mischung

### Preise und Ehrungen
- 1986: Cannes Lion Gold, Komposition, „Mercedes-Bela Barenyi“
- 2001: International N.Y. Festival World Medal, Sounddesign
- 2006: International N.Y. Festival Gold Medal, Sounddesign & Mix
- 2012: Nominierung zum österreichischen Filmpreis, „beste Tongestaltung“ für Kinodrama Vielleicht in einem anderen Leben, Regie Elisabeth Scharang